# Aillacuriche
Aillacuriche (del mapuche: Aillacuriche ‘nueve hombres negros’), (¿? - † Concepción, 1673), cacique mapuche, hijo de mapuche y mulata, sostuvo una enconada lucha con las fuerzas españolas. 
Combatió tenazmente en contra de los invasores, logrando mantenerlos por muchos años fuera de la frontera establecida en el Tratado de Quillín. En 1673 el teniente general Don Alonso de Córdoba y Figueroa (padre del historiador de ese apellido) lo atrajo, con engaños, hacia Concepción, donde los españoles lo apresaron y lo acusaron de: "actos de traición", siendo ahorcado junto a seis de los que integraban su comitiva.